# Himle härads valkrets
Himle härads valkrets (äldre stavning Himble härads valkrets) var vid riksdagsvalen till andra kammaren 1866–1908 en egen valkrets med ett mandat. Valkretsen avskaffades vid övergången till proportionellt valsystem i valet 1911, och uppgick tillsammans med länets övriga valkretsar i den nybildade Hallands läns valkrets.

## Riksdagsmän
- Anders Persson, lmp (1867–lagtima riksmötet 1871)
- Lars Börjesson, lmp (urtima riksmötet 1871–1875)
- Anders Ohlson (1876–1878)
- Lars Börjesson, lmp 1879–1887, nya lmp 1888 (1879–1888)
- Alfred Bexell, nya lmp 1889–lagtima riksmötet 1892 samt 1893–1894 (1889–1894)
- Anders Olsson, lmp (1895–1911)

## Valresultat

### 1896
| Andrakammarvalet i Sverige 1896: Himle härads valkrets | Andrakammarvalet i Sverige 1896: Himle härads valkrets | Andrakammarvalet i Sverige 1896: Himle härads valkrets | Andrakammarvalet i Sverige 1896: Himle härads valkrets | Andrakammarvalet i Sverige 1896: Himle härads valkrets |
| Kandidat                                               | Kandidat                                               | Röster                                                 | Röster                                                 | Röster                                                 |
| Kandidat                                               | Kandidat                                               | Antal                                                  | %                                                      | +− %                                                   |
| ------------------------------------------------------ | ------------------------------------------------------ | ------------------------------------------------------ | ------------------------------------------------------ | ------------------------------------------------------ |
|                                                        | Anders Olsson                                          | 176                                                    | 90,7                                                   |                                                        |
|                                                        | Närmaste kandidat                                      | 12                                                     | 6,2                                                    |                                                        |
|                                                        | Övriga kandidater                                      | 6                                                      | 3,1                                                    |                                                        |
| Antal giltiga röster                                   | Antal giltiga röster                                   | 194                                                    |                                                        |                                                        |
| Kasserade röster                                       | Kasserade röster                                       | 2                                                      |                                                        |                                                        |
| Totalt                                                 | Totalt                                                 | 196                                                    |                                                        |                                                        |

- Valdeltagandet var 17,7%.

### 1899
| Andrakammarvalet i Sverige 1899: Himle härads valkrets | Andrakammarvalet i Sverige 1899: Himle härads valkrets | Andrakammarvalet i Sverige 1899: Himle härads valkrets | Andrakammarvalet i Sverige 1899: Himle härads valkrets | Andrakammarvalet i Sverige 1899: Himle härads valkrets |
| Kandidat                                               | Kandidat                                               | Röster                                                 | Röster                                                 | Röster                                                 |
| Kandidat                                               | Kandidat                                               | Antal                                                  | %                                                      | +− %                                                   |
| ------------------------------------------------------ | ------------------------------------------------------ | ------------------------------------------------------ | ------------------------------------------------------ | ------------------------------------------------------ |
|                                                        | Anders Olsson                                          | 165                                                    | 68,8                                                   | ▼21,9                                                  |
|                                                        | L. Bengtsson i Galtabäck                               | 74                                                     | 30,8                                                   |                                                        |
|                                                        | Övriga kandidater                                      | 1                                                      | 0,4                                                    |                                                        |
| Antal giltiga röster                                   | Antal giltiga röster                                   | 240                                                    |                                                        |                                                        |
| Kasserade röster                                       | Kasserade röster                                       | 0                                                      |                                                        |                                                        |
| Totalt                                                 | Totalt                                                 | 240                                                    |                                                        |                                                        |

Valet ägde rum den 21 augusti 1899. Valdeltagandet var 21,2%.

### 1902
| Andrakammarvalet i Sverige 1902: Himle härads valkrets | Andrakammarvalet i Sverige 1902: Himle härads valkrets | Andrakammarvalet i Sverige 1902: Himle härads valkrets | Andrakammarvalet i Sverige 1902: Himle härads valkrets | Andrakammarvalet i Sverige 1902: Himle härads valkrets |
| Kandidat                                               | Kandidat                                               | Röster                                                 | Röster                                                 | Röster                                                 |
| Kandidat                                               | Kandidat                                               | Antal                                                  | %                                                      | +− %                                                   |
| ------------------------------------------------------ | ------------------------------------------------------ | ------------------------------------------------------ | ------------------------------------------------------ | ------------------------------------------------------ |
|                                                        | Anders Olsson                                          | 125                                                    | 89,3                                                   | ▲20,5                                                  |
|                                                        | Närmaste kandidat                                      | 10                                                     | 7,1                                                    |                                                        |
|                                                        | Övriga kandidater                                      | 5                                                      | 3,6                                                    |                                                        |
| Antal giltiga röster                                   | Antal giltiga röster                                   | 140                                                    |                                                        |                                                        |
| Kasserade röster                                       | Kasserade röster                                       | 12                                                     |                                                        |                                                        |
| Totalt                                                 | Totalt                                                 | 152                                                    |                                                        |                                                        |

Valet ägde rum den 16 september 1902. Valdeltagandet var 13,7%.

### 1905
| Andrakammarvalet i Sverige 1905: Himle härads valkrets | Andrakammarvalet i Sverige 1905: Himle härads valkrets | Andrakammarvalet i Sverige 1905: Himle härads valkrets | Andrakammarvalet i Sverige 1905: Himle härads valkrets | Andrakammarvalet i Sverige 1905: Himle härads valkrets |
| Kandidat                                               | Kandidat                                               | Röster                                                 | Röster                                                 | Röster                                                 |
| Kandidat                                               | Kandidat                                               | Antal                                                  | %                                                      | +− %                                                   |
| ------------------------------------------------------ | ------------------------------------------------------ | ------------------------------------------------------ | ------------------------------------------------------ | ------------------------------------------------------ |
|                                                        | Anders Olsson                                          | 249                                                    | 61,9                                                   | ▼27,4                                                  |
|                                                        | L. Bengtsson i Galtabäck                               | 148                                                    | 36,8                                                   |                                                        |
|                                                        | Övriga kandidater                                      | 5                                                      | 1,3                                                    |                                                        |
| Antal giltiga röster                                   | Antal giltiga röster                                   | 402                                                    |                                                        |                                                        |
| Kasserade röster                                       | Kasserade röster                                       | 1                                                      |                                                        |                                                        |
| Totalt                                                 | Totalt                                                 | 403                                                    |                                                        |                                                        |

Valet ägde rum den 16 september 1905. Valdeltagandet var 35,1%.

### 1908
| Andrakammarvalet i Sverige 1908: Himle härads valkrets | Andrakammarvalet i Sverige 1908: Himle härads valkrets | Andrakammarvalet i Sverige 1908: Himle härads valkrets | Andrakammarvalet i Sverige 1908: Himle härads valkrets | Andrakammarvalet i Sverige 1908: Himle härads valkrets |
| Kandidat                                               | Kandidat                                               | Röster                                                 | Röster                                                 | Röster                                                 |
| Kandidat                                               | Kandidat                                               | Antal                                                  | %                                                      | +− %                                                   |
| ------------------------------------------------------ | ------------------------------------------------------ | ------------------------------------------------------ | ------------------------------------------------------ | ------------------------------------------------------ |
|                                                        | Anders Olsson                                          | 366                                                    | 58,9                                                   | ▼3,0                                                   |
|                                                        | Per Johan Persson (frisinnad)                          | 149                                                    | 24,0                                                   |                                                        |
|                                                        | Anders Eliasson (höger)                                | 104                                                    | 16,8                                                   |                                                        |
|                                                        | Övriga kandidater                                      | 2                                                      | 0,3                                                    |                                                        |
| Antal giltiga röster                                   | Antal giltiga röster                                   | 621                                                    |                                                        |                                                        |
| Kasserade röster                                       | Kasserade röster                                       | 2                                                      |                                                        |                                                        |
| Totalt                                                 | Totalt                                                 | 623                                                    |                                                        |                                                        |

Valet ägde rum den 5 september 1908. Valdeltagandet var 52,2%.